# Encirtídeos
Encirtídeos (Encyrtidae) é uma grande família de vespas parasitas contendo cerca de 3710 espécies descritas distribuídas por 455 gêneros, sendo uma das maiores famílias dentro de Calcidoidea. Divide-se entre duas subfamílias: Encyrtinae e Tetracneminae . São vespas de distribuição cosmopolita registradas em quase todos habitats. Atuam como importantes reguladores de comunidades de insetos, pois são endoparasitóides ou hiperparasitóides de outros insetos; seus hospedeiros são, em sua maioria, cochonilhas e moscas-brancas da ordem Hemiptera. Como parasitóides de insetos, são muito diversos, onde algumas espécies atacam ovos, outras atacam larvas, e alguma até parasitam carrapatos. 
Algumas espécies reproduzem-se pelo tipo de desenvolvimento conhecido como "poliembrionia", em que um único ovo multiplica-se por clonagem originando numerosos (i.e., de 10 a 1000) indivíduos. As larvas destas vespas variam morfologicamente do formato arredondado ou elipsóide até o vermiforme, a depender da espécie sendo analisada e seus hospedeiros. Normalmente apresentam quatro ou cinco ínstares larvais, mas algumas espécies foram descritas de conter dois ínstares.  
A maioria das espécies é negra ou marrom escuro; algumas espécies são ápteras. Vespas desta família apresentam um padrão típico extremamente reduzido de venação das asas, com a veia mesonotal bem curta. Os esporões das tíbias frontais são bem visíveis e curvos, enquanto que os das tíbias medianas são grandes e robustos. As suturas parapsidais são muito discretas ou ausentes, compondo um grande mesopleuron que ocupa cerca de 2/3 do mesossoma. As placas cercais são avançadas, gerando tergitos característicos na porção anterior do gáster. 
Inclui muitas espécies de interesse econômico, usadas em controle biológico de pragas.